# 白沙澳
白沙澳是香港新界大埔區西貢北的一個地方，位於海下以南、黃石之西北，有一條名為白沙澳村的村落，附近有白沙澳河流經。白沙澳一帶有數條遠足路線，是香港的郊遊熱點之一。

## 歷史
2012年12月7日，城市規劃委員會公布白沙澳發展審批地區草圖，整個規劃區域佔地約33.27公頃，包括約1.38公頃為鄉村式發展地帶，其餘約31.89公頃劃為非指定用途地帶，全部均被西貢西郊野公園包圍。

## 主要建築
- 白沙澳何氏舊居
- 白沙澳青年旅舍